# Anne Klein
Anne Klein eg. Hannah Golofski, född 3 augusti 1923 i Brooklyn, död 19 mars 1974, var verksam som modedesigner i USA. 
I high school studerade Klein konst och vann ett stipendium till Trapagen School of Fashion. Redan under skoltiden började hon arbeta inom klädbranschen. 1968 startade hon egen verksamhet. Efter hennes död övertogs varumärket av Donna Karan.  Varumärket ägs för närvarande av Jones Apparel Group.